# تارة موران
تارة موران (بالإنجليزية: Tara Moran)‏ هي ممثلة بريطانية، ولدت في 1 يونيو 1971 في ليدز في المملكة المتحدة.

## وصلات خارجية
- تارة موران على موقع IMDb (الإنجليزية)
- تارة موران على موقع قاعدة بيانات الفيلم (الإنجليزية)